# Alois Alberer
Alois Valentin Alberer (* 7. Jänner 1922 in Schwambach als Alois Valentin Valent; † 27. Oktober 2011 in Sankt Veit an der Glan) war ein österreichischer Politiker (SPÖ) und Bundesbahnbeamter.

## Berufsleben
Alois Alberer wurde am 7. Jänner 1922 als uneheliches Kind des Franz Alberer (* 4. Oktober 1894) und der Anna Valent (* 17. Oktober 1899) in Schwambach geboren und am 15. Jänner 1922 auf den Namen Alois Valentin Valent getauft. Nachdem seine Eltern 1927 geheiratet hatten, erfolgte mit 3. Juli 1927 die Legitimation, woraufhin Alois den Familiennamen seines Vaters annahm. Am 5. Juni 1933 wurde er gefirmt.
Nach Absolvierung der Pflichtschulen von 1928 bis 1936 war er zunächst Landarbeiter, Bäckereiarbeiter sowie Bau- und Holzarbeiter, bevor er zur Kriegsmarine eingezogen wurde. Nach dem Krieg arbeitete er bei der Bahn als Oberbauarbeiter und war schließlich bis 1979 als Verwaltungsbeamter (Rechnungsführer) bei den Österreichischen Bundesbahnen tätig.
Am 22. Juli 1961 fand die kirchliche und standesamtliche Trauung mit Adelina(?) Ragger statt.

## Politik
Alberer war in den Jahren 1965 bis 1970 Abgeordneter zum Kärntner Landtag, Ortsparteivorsitzender der SPÖ Glanegg, ebenfalls von 1965 bis 1970 Bezirksparteivorsitzender-Stellvertreter der SPÖ St. Veit an der Glan, von 1979 bis 1996 Bezirksobmann des Pensionistenverbandes St. Veit an der Glan, Vertrauensmann der Gewerkschaft der Eisenbahner (1945) und Mitglied der Zentralleitung der Eisenbahnergewerkschaft.
Vom 20. März 1970 bis zum 10. Oktober 1972 war er Mitglied des Bundesrates und vom 10. Oktober 1972 bis zum 4. Juni 1979 war er für die SPÖ als Abgeordneter im Nationalrat.

## Auszeichnungen
- 1978: Großes Silbernes Ehrenzeichen für Verdienste um die Republik Österreich[2]
- Großes Goldenes Ehrenzeichen des Landes Kärnten